# Irene Mitterstieler
Irene Mitterstieler (* 6. August 1974 in Bozen) ist eine ehemalige italienische Naturbahnrodlerin. Sie gewann zwei Weltcuprennen und erreichte in der Saison 2004/2005 den dritten Platz im Gesamtweltcup. Bei der Weltmeisterschaft 2003 und der Junioreneuropameisterschaft 1994 gewann sie jeweils die Bronzemedaille.

## Karriere
Mitterstieler nahm ab 1990 an Junioreneuropameisterschaften teil. Nachdem sie in den Jahren 1992 und 1993 zweimal als Vierte nur knapp die Medaillenränge verfehlt hatte, gewann sie 1994 in Längenfeld hinter Sonja Steinacher und Sandra Mariner die Bronzemedaille. Im Winter 1995 erreichte sie beim letztmals ausgetragenen Europapokal in Olang hinter Elvira Holzknecht den zweiten Platz. Bei Welt- und Europameisterschaften war Mitterstieler erstmals 1993 am Start und erreichte in den folgenden Jahren meist Platzierungen im Mittelfeld. Sie wurde bei ihrem Debüt bei der Europameisterschaft 1993 in Stein an der Enns Achte und bei der Weltmeisterschaft 1994 in Gsies Sechste. Nachdem sie an der Europameisterschaft 1995 nicht teilgenommen hatte, belegte sie bei der Weltmeisterschaft 1996 in Oberperfuss den siebenten Platz.
In einem Weltcuprennen fuhr Mitterstieler erstmals am 4. Februar 1996 in Latsch, im fünften Rennen der Saison 1995/1996, als Dritte auf das Podest. Nachdem weitere Podestplätze zunächst ausgeblieben waren, und sie in den Jahren 1997 und 1998 auch nicht bei Welt- und Europameisterschaften gestartet war, feierte sie zwei Jahre später, am 8. Februar 1998, im slowenischen Železniki ihren ersten Weltcupsieg. Noch eine Woche zuvor hatte sie sich innerhalb des starken italienischen Teams nicht für eine Teilnahme an der Weltmeisterschaft qualifiziert. Die Weltcupsaison 1997/1998 schloss sie mit einem zweiten Platz beim Finale in Mölten ab. In der folgenden Saison 1998/1999 feierte Mitterstieler am 24. Januar 1999 in Canale d’Agordo ihren zweiten Weltcupsieg. In den anderen Rennen der Saison erzielte sie Platzierungen zwischen Rang fünf und Rang acht, womit sie im Gesamtweltcup als Fünfte erstmals unter die Top 6 kam. Bei der Europameisterschaft 1999 in Szczyrk wurde sie Vierte, verfehlte die Medaillenränge aber mit einem Rückstand von rund 1,7 Sekunden auf die drittplatzierte Christa Gietl relativ deutlich.
In den nächsten Jahren blieben Spitzenergebnisse im Weltcup aus und mehrmals konnte sie sich innerhalb der italienischen Mannschaft nicht für einen der vier Weltcupstartplätze, die jedem nationalen Verband pro Rennen zustehen, qualifizieren. Auch bei Welt- und Europameisterschaften war sie von 2000 bis 2002 nicht am Start. Aufwärts ging es wieder in der Saison 2002/2003, in der sie zunächst wieder regelmäßig in Weltcuprennen unter die schnellsten fünf fuhr und schließlich am 8. Februar die Bronzemedaille hinter Sonja Steinacher und Jekaterina Lawrentjewa bei der Weltmeisterschaft 2003 in Železniki gewann. Eine Woche nach der WM erzielte sie zum Abschluss der Saison auch im Weltcup als Dritte des Finales in Olang ihren ersten Podestplatz seit vier Jahren, womit sie zum zweiten Mal Fünfte im Gesamtweltcup wurde. Im nächsten Winter war Mitterstieler allerdings nur bei zwei der sechs Weltcuprennen am Start, die sie auf den Plätzen vier und fünf beendete. Bei der Europameisterschaft 2004 in Hüttau belegte sie lediglich den 13. Platz.
Erfolgreich verlief die Saison 2004/2005. Im ersten Weltcuprennen des Winters hatte sich Mitterstieler zwar nicht für einen Startplatz qualifiziert, doch in den weiteren fünf Saisonrennen fuhr sie dreimal auf das Podest. Sie wurde Zweite in Unterammergau und jeweils Dritte in Oberperfuss und Latzfons und erreichte damit im Gesamtweltcup hinter Renate Gietl und Jekaterina Lawrentjewa den dritten Platz. Bei der Weltmeisterschaft 2005 in Latsch lag Mitterstieler nach dem ersten Wertungslauf noch in Führung, fuhr im zweiten und dritten lauf allerdings nur die acht- bzw. sechstschnellste Zeit und fiel damit in der Endwertung auf den sechsten Rang zurück. Im Mannschaftswettbewerb wurde sie zusammen mit Martin Psenner, Günther Innerbichler und Alex Innerbichler Fünfte. Nach diesem Winter beendete sie wegen einer Schwangerschaft ihre Karriere.

## Erfolge

### Weltmeisterschaften
- Gsies 1994: 6. Einsitzer
- Oberperfuss 1996: 7. Einsitzer
- Železniki 2003: 3. Einsitzer
- Latsch 2005: 6. Einsitzer, 5. Mannschaft

### Europameisterschaften
- Stein an der Enns 1993: 8. Einsitzer
- Szczyrk 1999: 4. Einsitzer
- Hüttau 2004: 13. Einsitzer

### Junioreneuropameisterschaften
- Železniki 1990: 8. Einsitzer
- Kandalakscha 1991: 6. Einsitzer
- Stange 1992: 4. Einsitzer
- Rautavaara 1993: 4. Einsitzer
- Längenfeld 1994: 3. Einsitzer

### Weltcup
- 3. Platz im Einsitzer-Gesamtweltcup in der Saison 2004/2005
- 2× 5. Platz im Einsitzer-Gesamtweltcup in den Saisonen 1998/1999 und 2002/2003
- 8 Podestplätze, davon 2 Siege:

| Datum           | Ort             | Land      | Disziplin |
| --------------- | --------------- | --------- | --------- |
| 8. Februar 1998 | Železniki       | Slowenien | Einsitzer |
| 24. Januar 1999 | Canale d’Agordo | Italien   | Einsitzer |

### Europapokal
- 2. Platz im Einsitzer 1995